# インモラル・ラバー/禁断の罪
『インモラル・ラバー/禁断の罪』（インモラル・ラバー/きんだんのつみ、原題：Forbidden Sins）は、1999年公開のアメリカのエロティック・スリラー映画。
Robert Angeloが監督を務め、シャノン・トゥイードとエイミー・リンゼイが出演している。

## キャスト
- Maureen Doherty - シャノン・トゥイード
- David Mulholland - Corbin Timbrook
- Virginia Hill - Kirstine Carlstrand
- Brian Armstrong - Timothy Vahle
- Molly Malone - エイミー・リンゼイ（英語版）
- John Doherty - Myles O'Brien